# IAS 머신

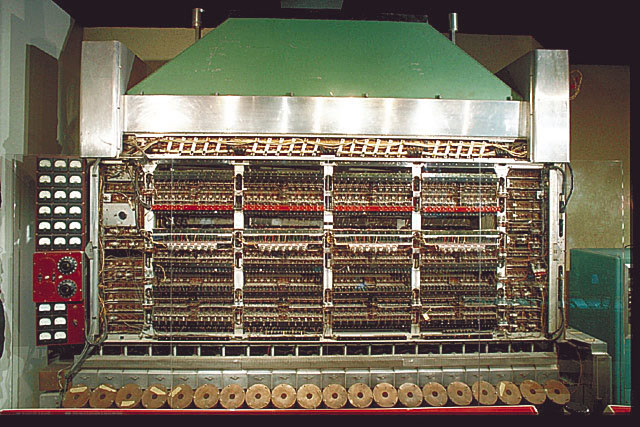

IAS 머신(IAS machine)은 미국 뉴저지주 프린스턴의 프린스턴 고등연구소(IAS)에서 개발된 초기 전자 컴퓨터이다. 폰 노이만 머신(von Neumann machine)이라고도 하는데, 그 이유는 이 설계를 기술하는 논문을 프린스턴 대학교 및 IAS의 수학 교수 존 폰 노이만이 편집했기 때문이다. 이 컴퓨터는 1945년부터 1951년까지 그의 감독 하에 개발되었다. 다른 사람들에 의해 착안, 구현되었긴 했지만 전반적인 구성은 폰 노이만 구조이다.

## 역사
1946년 5월 수석 엔지니어로 줄리안 비겔로가 고용되었다. 휴잇 크레인, 허먼 골드스타인, 제럴드 에스트린, 아서 벅스, 조지 W. 브라운, 윌리스 웨어 또한 이 프로젝트에 참여하였다. 이 머신은 1951년 여름에 운영이 제한되다가 1952년 6월 19일 완전한 운영이 시작되었다. 1958년 7월 15일까지 운영되었다.

## 개요
IAS 머신은 40비트 워드를 갖춘 이진 방식의 컴퓨터의 하나로서, 워드 하나에 두 개의 20비트 명령이 저장된다. 이 메모리는 1024개의 워드(5.1 킬로바이트)로 이루어진다. 음의 정수는 2의 보수로 표현되었다. 2개의 범용 프로세서 레지스터를 사용할 수 있었다: AC(누산기), MQ(Multiplier/Quotient). 1,700개의 진공관을 사용하였다.(3극관 타입: 6J6, 5670, 5687, 일부 2극관: 타입 6AL5, 메모리 CRT 구동을 위한 150개의 5극관, 40개의 메모리 CRT). 이 메모리는 원래 약 2,300개의 RCA 셀렉트론 진공관을 대상으로 설계되었다. 이 복잡한 관의 개발의 문제로 인해 어쩔 수 없이 윌리엄스관으로 전환되었다.

## IAS 머신의 파생
IAS 머신 계획은 컴퓨팅 머신에 관심이 있는 학교, 비즈니스, 기업에 널리 배포되었으며 그 결과 IAS 머신이라는 이름의 여러 파생 컴퓨터들이 제작되었으나 이들은 현대적 의미에서 호환되는 소프트웨어는 아니었다.
이 IAS 머신들 중 일부는 다음과 같다:
- AVIDAC (아르곤 국립 연구소)
- BESK (스톡홀름)
- BESM (모스크바)[4]
- CYCLONE (아이오와 주립 대학교)
- DASK (1958년 코펜하겐 Regnecentralen)
- GEORGE (아르곤 국립 연구소)
- IBM 701 (19곳 설치)
- ILLIAC I (일리노이 대학교 어배너-섐페인)
  - MUSASINO-1 (무사시노시, 일본)
- JOHNNIAC (랜드 연구소)
- MANIAC I (로스앨러모스 국립 연구소)
- MISTIC (미시간 주립 대학교)
- ORACLE (오크리지 국립연구소)
- ORDVAC (Aberdeen Proving Ground)
- PERM (Munich)[8]
- SARA (SAAB)
- SEAC (워싱턴 DC)[8]
- SILLIAC (시드니 대학교)
- SMIL (룬드 대학교)
- WEIZAC (바이츠만 과학 연구소)

## 같이 보기
- 폰 노이만 구조
- 진공관 컴퓨터 목록

## 추가 문헌
- Gilchrist, Bruce, "Remembering Some Early Computers, 1948-1960", Columbia University EPIC, 2006, pp. 7-9. (archived 2006) Contains some autobiographical material on Gilchrist's use of the IAS computer beginning in 1952.
- Dyson, George, Turing's Cathedral, 2012, Pantheon, ISBN 0-375-42277-3 A book about the history of the Institute of Advanced Study around the making of this computer. Chapters 6 onward deal with this computer specifically.